# Pedra Branca do Amaparí
Pedra Branca do Amaparí är en kommun i Brasilien.   Den ligger i delstaten Amapá, i den norra delen av landet, 1 900 km norr om huvudstaden Brasília. Antalet invånare är 10 773.
I omgivningarna runt Pedra Branca do Amaparí växer i huvudsak städsegrön lövskog. Trakten runt Pedra Branca do Amaparí är nära nog obefolkad, med mindre än två invånare per kvadratkilometer.